# Courbe d'Edwards
En mathématiques, une courbe d'Edwards est une courbe elliptique découverte par le mathématicien Harold Edwards. Les courbes d'Edwards, et en particulier leurs variantes dites tordues, font partie des courbes utilisées pour la cryptographie sur les courbes elliptiques. Bernstein et Lange ont mentionné plusieurs avantages de ces courbes comparativement aux fonctions elliptiques de Weierstrass.

## Definition

Des courbes d'Edwards d'équation x^{2} + y^{2} = 1 + d ·x^{2}·y^{2} sur les nombres réels pour d = -300 (rouge), d = -√8 (jaune) et d = 0.9 (bleu).

Une courbe d'Edwards sur un corps commutatif K de caractéristique différente de 2 est une courbe d'équation :
{\displaystyle x^{2}+y^{2}=c^{2}(1+dx^{2}y^{2})\,}
pour deux scalaires {\displaystyle c\in K} et {\displaystyle d\in K\setminus \{0,1\}}, avec {\displaystyle cd(1-c^{4}d)\neq 0\,}.
Le cas particulier {\displaystyle c=1} est très commun, de telle sorte que la formule se réduit le plus souvent à :
{\displaystyle x^{2}+y^{2}=1+dx^{2}y^{2}\,}

## Structure de groupe
Toutes les courbes d'Edwards sont birationnellement équivalentes à une courbe elliptique de Weierstrass.  Tout comme les courbes elliptiques, les courbes d'Edwards peuvent être munies d'une structure de groupe généralement notée additivement.
L'élément neutre est le point {\displaystyle (0,c)}.
L'addition est l'opération suivante :
{\displaystyle (x,y)+(u,v)\mapsto \left({\frac {xv+uy}{c(1+dxuyv)}},{\frac {yv-xu}{c(1-dxuyv)}}\right)\,}
L'opposé d'un point {\displaystyle (x,y)} est le point {\displaystyle (-x,y)}.